# Izabela Leszczyna

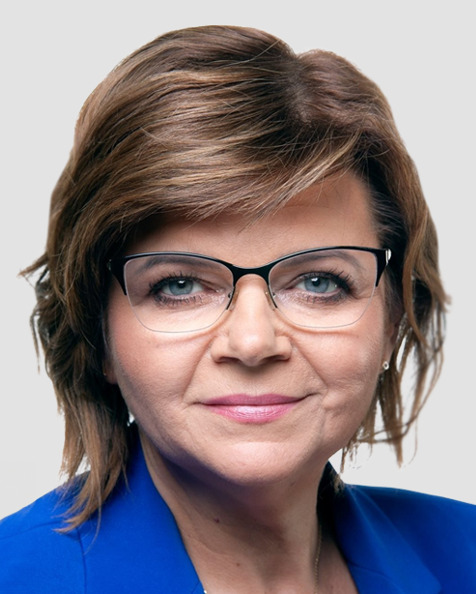
Izabela Leszczyna (2023)

Izabela Leszczyna, auch Izabela Dorota Leszczyna, (geboren 9. September 1962 in Częstochowa) ist eine polnische Politikerin und ehemalige Lehrerin. Sie war im Kabinett Tusk III vom 13. Dezember 2023 an Gesundheitsministerin, bis sie das Amt bei einer Kabinettsumbildung am 23. Juli 2025 an Jolanta Sobierańska-Grenda übergeben musste.

## Studium und beruflicher Werdegang
Nach dem Abitur nahm Leszczyna an der Jagiellonen-Universität in Krakau ein Studium der polnischen Philologie auf, das sie 1989 mit dem Magister-Examen abschloss. Anschließend absolvierte sie an der Pädagogischen Akademie der Nationalen Bildungskommission in Krakau ein Postgraduiertenstudium in Philosophie und Ethik (1995). Es folgten mehrere Aufbaustudien: für didaktische Messung und Prüfung an der Universität Danzig (1998), für Lehrplanentwicklung am Institut für Bildungsforschung in Warschau (2001), für Qualitätsmanagement an der Jagiellonen-Universität in Krakau (2005) sowie für Öffentliche Finanzen an der Szkoła Główna Handlowa w Warszawie (2010).
Von 1990 bis 1996 arbeitete Leszczyna als Lehrerin und Betreuerin der Schülerselbstverwaltung an der Grundschule Nr. 50 in Częstochowa. Von 1996 bis 2007 war sie Beraterin für Organisation und Management sowie für didaktische Messung und Evaluierung am Regionalen Lehrerbildungszentrum „WOM“ in Częstochowa.

## Politisches Engagement und Ämter
2006 wurde Leszczyna als Vertreterin der Platforma Obywatelska (PO) in den Stadtrat von Częstochowa gewählt. Bei den Parlamentswahlen 2007 gewann sie über die Liste der PO einen Sitz im polnischen Parlament und ist seitdem kontinuierlich Abgeordnete im Sejm.
Von 2013 bis 2015 hatte Leszczyna das Amt der stellvertretenden Ministerin im Finanzministerium inne und war Regierungsbevollmächtigte für Information und finanzielle Bildung in den Bereichen Haushalt, öffentliche Finanzen und Finanzinstitutionen sowie Schutz der öffentlichen Finanzen. Von 2015 bis 2023 war sie stellvertretende Vorsitzende des Ausschusses für öffentliche Finanzen.
Von der Partei Platforma Obywatelska wurde Leszszyna 2020 in den nationalen Vorstand und 2021 zur Vizepräsidentin gewählt.
Dem Einsatz von Izabela Leszczyna verdankt sich die Einrichtung der Sonderwirtschaftszone EURO-PARK Mielec in Częstochowa auf einem ehemaligen Hüttengelände sowie – auf städtischem Grund – der Sonderwirtschaftszone Katowice. Leszczyna unterstützte außerdem die Entwicklung und Finanzierung der Technischen Universität Częstochowa und der Jan-Długosz-Universität Częstochowa.
Von Rynek Zdrowia (Gesundheitsmarkt) zu Leszczynas Kompetenzen im Gesundheitsbereich befragt, sagte Donald Tusk, es gebe keine Vorschrift, dass ein Gesundheitsminister Arzt sein müsse. In erster Linie ginge es darum, einen gigantischen Haushalt zu verwalten. Gebraucht würden „Leute, die fast die Kompetenzen eines Finanzministers haben.“